# Крайна десница в България
Крайната десница в България включва множество български групи и организации, следващи или силно повлияни от крайнодесни идеологии, като краен национализъм, фашизъм, националсоциализъм, неофашизъм и неонацизъм.. Определянето на фашизма и националсоциализма като крайнодесни, е твърде спорно, а, от научна гледна точка и противоречиво, с оглед на това, че и двете идеологии са производни от социалдемокрацията.Терминът обичайно се използва по адрес на фашисти и нео-нацисти, въпреки че съществуват противоречия по отношение на местоположението на фашизма в десно-левия политически спектър..
Крайната десница възниква след разгрома на България в Първата световна война и достига широка популярност през 30-те години, когато започва да оказва влияние и върху някои от основните политически партии в страната. Ликвидирана е с налагането на тоталитарния комунистически режим в средата на 40-те години. След неговия крах в началото на 90-те години се появяват нови крайнодесни организации, които остават маргинални до 2005 година, когато партията „Атака“ получава места в парламента.

## До налагането на комунистическия режим

### Поява на крайната десница
Крайната десница в България възниква в годините след поражението на страната в Първата световна война и сключването на Ньойския договор. През първата половина на 20-те години отделни общественици и малки организирани групи започват да популяризират възгледите на намиращия се във възход в Италия фашизъм.
Първата крайнодясна организация е Българският народен съюз „Кубрат“ (БНСК), създаден през 1922 година от група бивши офицери и активен до началото на 30-те години. Макар в някои отношения съюзът да се отклонява от идеологията на фашизма, той изиграва важна роля за нейното популяризиране. Първата открито фашистка организация е просъществувалият кратко Съюз на бойците. Открито фашистки позиции заема и Съюзът „Българска родна защита“ (СБРЗ), който в много отношения е близък с БНСК, но има по-масов характер, като в края на 20-те години броят на членовете му се оценява на 30 хиляди души.
По-слабо влияние има Съюзът на българите фашисти.

### Бързо развитие през голямата депресия
Крайната десница се развива бързо от края на 20-те години, когато започва Голямата депресия, като по това време възникват множество крайнодесни организации. Всички те отхвърлят парламентарната демокрация за сметка на съсловно представителство по фашистки образец. Първоначалният им фокус върху национализма през този период се измества към социалната проблематика, като те заемат антикапиталистически позиции и се застъпват за наложена от държавата социална регулация. Въпреки близката идеология на тези организации, те не успяват да се консолидират, и до ликвидирането на крайната десница от комунистите те остро се противопоставят помежду си, често заради междуличностни конфликти.
През този период влияние придобива произлезлият от Демократическия сговор Политически кръг „Звено“, свързан с Военния съюз. За разлика от повечето други крайнодесни организации той се придържа към по-умерен национализъм, но заимства повечето други страни на фашизма, с изключение на концепцията за масова тоталитарна партия с харизматичен лидер.
Съюзът „Българска родна защита“ създава като свое политическо крило партията Национална задруга - фашисти, но тя не успява да се наложи на политическата сцена. Също от СБРЗ се отделя и Съюзът на българските национални легиони, който бързо се превръща в една от най-силните фашстки организации в българската история.
През май 1932 година от Демократическия сговор се отделя крилото на бившия министър-председател Александър Цанков, което започва да се нарича Народно социално движение и заема фашистки позиции, обявявайки идеологията си за местна адаптация на италианския фашизъм и националсоциализма. Партията наследява част от структурите и депутатите на Демократическия сговор и членовете ѝ са над 100 хиляди души, а на местните избори през 1933 година получава около 10% от гласовете. Официално закрито през 1934 година, движението продължава да съществува и след това като опозиция на режима, но постепенно губи влияние и е окончателно ликвидирано след Деветосептемврийския преврат.
През 1932 година е създадена Националсоциалистическата българска работническа партия, която поддържа преки контакти и следва плътно модела на Националсоциалистическата германска работническа партия, но остава с ограничено влияние и изчезва след закриването на партиите след Деветнадесетомайския преврат.

### При безпартийния режим
След установяването на безпартийния режим през 1935 година и най-вече след влизането на България във Втората световна война крайната десница се намира в двусмислени отношения с правителството. Макар отделни нейни представители да заемат ръководни постове и властите да толерират антикомунистическите и националистическите ѝ позиции, цар Борис III се опасява от използването на някои крайнодесни организации като средство за натиск от страна на Германия и многократно настоява пред германски представители да ограничат контактите си с тях.

### Ликвидиране след Деветосептемврийския преврат
След Деветосептемврийския преврат през 1944 година всички крайнодесни организации, с изключение на част от „Звено“, са ликвидирани, някои техни лидери успяват да избягат от страната, но много членове са избити, попадат в затвори и лагери и трайно са изолирани от обществения живот. В средата на 40-те години някои бивши членове на крайнодесни организации се опитват да сътрудничат с новия режим, а други да подкрепят демократичната опозиция.
Част от дейците на крайната десница успяват да напуснат страната и някои от тях продължават обществената си дейност в емиграция. Група такива общественици, най-вече от легионерските среди, основава емигрантската организация Български национален фронт, която обаче значително смекчава позициите си, отказвайки се от профашистката идеология.

### Организации
- Български народен съюз „Кубрат“ (БНСК, 1922 – 1944)
- Съюз на бойците (1923 – 1924)
- Съюз „Българска родна защита“ (СБРЗ, 1923 – 1936)
- Съюз на българите фашисти (СБФ, 1926 – 1932)
- Политически кръг „Звено“ (1927 – 1949)
- Национална задруга - фашисти (1930 – 1934)
- Съюз на българските национални легиони (СБНЛ, 1932 – 1944)
- Националсоциалистическа българска работническа партия (НСБРП, 1932 – 1934)
- Народно социално движение (НСД, 1932 – 1944)
- Съюз на ратниците за напредъка на българщината (СРНБ, 1936-1944)

## След възстановяването на демокрацията
- Български национален съюз – Нова демокрация (БНС-НД) (2014– )
- Национална съпротива (2007– )
- Кръв и чест
- ВМРО – Българско национално движение